# Lijst van burgemeesters van De Ronde Venen
Dit is een lijst van burgemeesters van de Nederlandse gemeente De Ronde Venen in de provincie Utrecht. De gemeente De Ronde Venen is in 1989 ontstaan bij een fusie van de gemeenten Mijdrecht, Vinkeveen en Waverveen en Wilnis. Op 1 januari 2011 werd de gemeente Abcoude aan De Ronde Venen toegevoegd.
| Ambtsperiode             | Naam burgemeester               | Partij of stroming | Bijzonderheden        |
| ------------------------ | ------------------------------- | ------------------ | --------------------- |
| 1989 - 2002              | Dick (D.M.) Boogaard            | CDA                |                       |
| 2002 - 2011              | Marianne (M.) Burgman           | VVD                | Vanaf 2011 waarnemend |
| 2011                     | Albertine (A.) van Vliet-Kuiper | D66                | Waarnemend            |
| 22 november 2011 - heden | Maarten (M.) Divendal           | PvdA               | [ 1 ]                 |